# Gaiteiros de Lisboa
Gaiteiros de Lisboa é uma banda portuguesa de música tradicional criada em 1991, com vários CD editados e com actuações em toda a Península Ibérica, desde a sua estreia ao vivo a 21 de Março de 1994.
Estreiam-se em 1995 com o disco Invasões Bárbaras lançado pela Farol Música e produzido por José Mário Branco, que participou também como instrumentista e letrista.
Em 1997 é editado o disco Bocas do Inferno, que ganhou o Prémio José Afonso no ano seguinte.
O álbum Sátiro é editado em 2006. Depois fizeram parte da selecção oficial da WOMEX em 2007 e percorreram várias cidades dentro e fora de Portugal.
Em 2012, os Gaiteiros de Lisboa apresentam o seu quinto álbum, Avis Rara, lançado pela d'Eurídice, braço editorial da d'Orfeu Associação Cultural. Tornam-se também no primeiro projecto nacional a participar no festival Festim.

## Discografia
| Ano  | Álbum             | Editora         |
| ---- | ----------------- | --------------- |
| 1995 | Invasões Bárbaras | Farol Música    |
| 1997 | Bocas do Inferno  | Farol Música    |
| 2000 | Dança Chamas      | Farol Música    |
| 2002 | Macaréu           | Aduf Edições    |
| 2006 | Sátiro            | Adufmúsica/Sony |
| 2012 | Avis Rara         | D'Eurídice      |
| 2017 | A História        | Uguru           |
| 2019 | Bestiário         | Uguru           |

## Prémios
- 1998 - Prémio José Afonso pelo álbum Bocas do Inferno [1][7]